# Szuszuman
Szuszuman (oroszul: Сусуман) város Oroszországban, a Magadani területen; a Szuszumani járás székhelye.

## Fekvése
A város a Bereljoh partján, a Szuszuman folyó torkolata közelében fekszik, 650 km-re Magadantól. Itt halad át a Magadan és Jakutszk közötti R504-es „Kolima” főút, melyet régen a „csontok útjá”-nak is neveztek.

## Története
A települést 1936-ban alapították és az azonos nevű folyóról nevezték el. 1938-ban jelentősen bővítették, és Szuszuman az aranybányászat központja lett. Nyugati része a Dalsztroj nevű szervezet irányítása alá került. Később a Gulag-rendszerhez tartozó munkatáborok foglyaival végeztették az ipari tevékenységeket, köztük az aranybányászatot is. 1949-től 1956-ig a település a Szovjetunió egyik legnagyobb munkatáborközpontja volt Zaplag néven, ez idő alatt több mint 16 500 fogoly dolgozott a területen.

## Lakossága
| 1959 | 13 310 |
| 1970 | 12 643 |
| 1979 | 16 025 |
| 1989 | 18 000 |
| 1996 | 10 400 |
| 1998 | 9600   |
| 2000 | 8900   |
| 2001 | 8800   |
| 2002 | 7833   |
| 2005 | 7200   |
| 2006 | 6900   |
| 2007 | 6500   |
| 2008 | 6300   |
| 2009 | 6031   |
| 2010 | 5855   |
| 2012 | 5560   |
| 2013 | 5313   |
| 2014 | 5157   |

A népesség 1989 óta folyamatosan csökkent: míg 1996-ban Szuszumannak még 10 400 lakosa volt, 2014-re lakossága az egykori népesség felét sem érte el.

## Gazdaság
A város a Kolima-vidék aranybányászatának központja volt, gazdasága főleg ezen az ipari tevékenységen alapult.

### Közlekedés
A szuszumani repülőtérről hetente négyszer indulnak járatok Magadanba.

## Éghajlata
Szuszuman szubarktikus éghajlatára rendkívül hideg, száraz tél és rövid, nagyon enyhe nyár jellemző. A város a Föld egyik leghidegebb állandóan lakott települése, az évi középhőmérséklet −12,5 °C.

## Nevezetes emberek
- Jefim Sifrin - énekes, humorista
- Vjacseszlav Jakovlev - a Szovjetunió háromszoros ökölvívóbajnoka

## Fordítás
- Ez a szócikk részben vagy egészben  a   Susuman című angol Wikipédia-szócikk fordításán alapul.  Az eredeti cikk szerkesztőit annak laptörténete sorolja fel. Ez a jelzés csupán a megfogalmazás eredetét és a szerzői jogokat jelzi, nem szolgál a cikkben szereplő információk forrásmegjelöléseként.
- Ez a szócikk részben vagy egészben  a(z)   Сусуман című orosz Wikipédia-szócikk fordításán alapul.  Az eredeti cikk szerkesztőit annak laptörténete sorolja fel. Ez a jelzés csupán a megfogalmazás eredetét és a szerzői jogokat jelzi, nem szolgál a cikkben szereplő információk forrásmegjelöléseként.